# Wittring
Wittring é uma comuna francesa na região administrativa de Grande Leste, no departamento de Mosela. Estende-se por uma área de 8,09 km². Em 2010 a comuna tinha 794 habitantes (densidade: 98,1 hab./km²).